# 清家愛
清家 愛（せいけ あい、1974年（昭和49年）12月25日 - ）は、日本の政治家、元新聞記者。東京都港区長（1期）。
港区議会議員を4期務めた。

## 経歴
東京都港区東麻布生まれ。青山学院中等部・高等部を経て、青山学院大学国際政治経済学部国際政治学科（現代ロシア論・袴田茂樹ゼミ）を卒業。大学卒業後は産業経済新聞社に入社し、主に記者として社会部で事件、行政取材を担当した。結婚、出産を経て、仕事との両立に悩み退社。フリーランスとして子育てに専念する傍ら、保育園にも幼稚園にも入れない港区の状況を目の当たりにし、ブログ上で現場の声を集め、行政に提言する「港区ママの会」発足させた。「キャリアを持つ人が子育てのために仕事を辞めなくてはいけない現状はおかしい」という考えから、2011年4月、港区議会議員選挙に民主党公認で立候補し当選。その後、3期連続トップ当選。2014年11月、地方政治での活動実績に贈られる「第9回　マニフェスト大賞/ネット選挙・コミュニケーション戦略賞　最優秀賞」を受賞。2015年4月には超党派である、同区議会第2会派「みなと政策会議」を結成し、幹事長に就任した。2018年に当時所属していた民進党が解党した後は無所属で活動した。
2024年6月2日投開票の港区長選挙に無所属新人として立候補。6期目を狙った現職の武井雅昭（自民党・公明党推薦）を1,528票差の僅差で破り初当選。港区では史上初の女性区長が誕生した。6月28日、正式に区長に就任した。
※当日有権者数：200,617人 最終投票率：30.62%（前回比：0.58pts）
| 候補者名 | 年齢 | 所属党派 | 新旧別 | 得票数   | 得票率 | 推薦・支持                 |
| -------- | ---- | -------- | ------ | -------- | ------ | -------------------------- |
| 清家愛   | 49   | 無所属   | 新     | 29,651票 | 48.73% |                            |
| 武井雅昭 | 71   | 無所属   | 現     | 28,123票 | 46.22% | （推薦）自由民主党・公明党 |
| 菊地正彦 | 71   | 無所属   | 新     | 3,070票  | 5.05%  |                            |

## 著書
- 『保育園浪人』秀和システム、2017年11月